# Adairville
Adairville é uma cidade localizada no estado americano de Kentucky, no Condado de Logan.

## Demografia
Segundo o censo americano de 2000, a sua população era de 920 habitantes.
Em 2006, foi estimada uma população de 935, um aumento de 15 (1.6%).

## Geografia
De acordo com o United States Census Bureau tem uma área de
3,4 km², dos quais 3,4 km² cobertos por terra e 0,0 km² cobertos por água. Adairville localiza-se a aproximadamente 194 m acima do nível do mar.

## Localidades na vizinhança
O diagrama seguinte representa as localidades num raio de 20 km ao redor de Adairville.